# Zaječar (općina)
Općina Zaječar (srpski: Општина Зајечар) je općina u Zaječarskom okrugu u istočnoj Srbiji. Središte općine je grad Zaječar.

## Stanovništvo
Prema popisu stanovništva iz 2002. godine općina je imala 65.969 stanovnika.

## Naselja
| - Borovac - Brusnik - Gamzigrad - Glogovica - Gornja Bela Reka - Gradskovo - Grlište - Grljan - Dubočane - Halovo - Jelašnica | - Klenovac - Koprivnica - Lasovo - Lenovac - Leskovac - Lubnica - Mala Jasikova - Mali Izvor - Mali Jasenovac - Marinovac - Metriš | - Nikoličevo - Planinica - Prlita - Rgotina - Salaš - Selačka - Tabakovac - Trnavac - Velika Jasikova - Veliki Izvor - Veliki Jasenovac | - Vražogrnac - Vratarnica - Vrbica - Zagrađe - Zaječar - Zvezdan - Čokonjar - Šipikovo - Šljivar |

## Vanjske poveznice
- Informacije iz općine